# Czerń (ruskie chłopstwo)
Czerń (ukr. чернь) – termin utworzony w XVII wieku na określenie chłopów, niemających statusu kozaków, zamieszkujących tereny Ukrainy Naddnieprzańskiej i Podola, czyli województwa bracławskie, kijowskie i czernihowskie Rzeczypospolitej. Czernią nazywano m.in. chłopów biorących udział w powstaniach kozackich.
Po traktacie Grzymułtowskiego aż do początku XVIII wieku chłopi ruscy na Ukrainie Lewobrzeżnej, należącej do Carstwa Rosyjskiego, mogli jeszcze przechodzić na służbę kozacką. Później starszyzna kozacka we własnym interesie zaczęła ograniczać to prawo, likwidując dawniej będące w większości „wsie rządowe”, które przechodziły na własność starszyzny. Władze rosyjskie natomiast, mając na uwadze niski koszt utrzymywania wojsk kozackich, w przypadku wojny wydawały rozporządzenia zezwalające chłopom na powrót do stanu kozackiego pod warunkiem przedstawienia dokumentów, że ojciec lub dziadek był Kozakiem. Wskutek tego częste było zjawisko poszukiwania kozactwa i spory (sądowe i zbrojne) z tym związane.
Określenie „czerń” pojawia się w pracach historyków zajmujących się stosunkami polsko-kozackimi, a także w powieści Henryka Sienkiewicza Ogniem i mieczem.

## Etymologia
Etymologicznie słowo to występuje w języku ukraińskim i rosyjskim. Do języka polskiego dostało się jako rutenizm. Początkowo słowo to było używane dla określenia chłopów wolnego stanu, „smerdę”, następnie niewolnych chłopów należących do bojarów i duchowieństwa prawosławnego. W literaturze określenia tego zamiennie używał Józef Ignacy Kraszewski w powieści Stara baśń. Dla Mickiewicza i Puszkina słowo to oznaczało „moskiewskie pospólstwo”, „nie naród”.

## Współcześnie
Obecnie termin ten używany jest przez środowiska kresowe jako pejoratywne określenie chłopów ukraińskich, uczestniczących w rzezi wołyńskiej i czystkach etnicznych w Małopolsce Wschodniej.
Po atakach oddziałów niemieckich lub oddziałów Ukraińskiej Powstańczej Armii i Samoobronnych Kuszczowych Widdiłów na wsie i osady zamieszkane przez Polaków, na te same miejsca napadali niejednokrotnie nienależący do tychże oddziałów chłopi ukraińscy, a następnie palili zabudowaniaformacji.
We współczesnym języku ukraińskim jest to pejoratywny termin odnoszący się do niezorganizowanych zbiorowości ludzkich – tłumu, tłuszczy.

## Literatura
- Natalia Jakowenko: „Historia Ukrainy od czasów najdawniejszych do końca XVIII wieku”, Lublin 2000
- Grzegorz Hryciuk, Straty ludności na Wołyniu w latach 1941-1944. Warszawa, 1999. [w:] „Polska-Ukraina: trudne pytania”